# Anoba trigonoides
Anoba trigonoides là một loài bướm đêm trong họ Erebidae.